# Yukiko Iwai (Seiyū)
Pour les articles homonymes, voir Iwai.
Yukiko Iwai (岩居 由希子, Iwai Yukiko, née le 13 janvier 1972 à Chiba au Japon) est une seiyū, actrice de doublage d'anime, plus connue pour être la voix originale de Ayumi Yoshida dans la série télévisée Détective Conan.

## Rôles
- Détective Conan - Ayumi Yoshida
- Mujin Wakusei Survive! - Luna
- GetBackers - Kakei Sakura
- Ike ! Inachū takkyū-bu - Junko Hoshino
- Girls Bravo - Nanae Kuh Haruka
- HappinessCharge PreCure! - Hiroko Sagara
- Ken-ichi - Makoto Himeno
- Ninpen Manmaru - Harigawa-chan
- The SoulTaker - Kasumi Shiina
- Tsuki wa Higashi ni Hi wa Nishi ni : Operation Sanctuary - Kyōko Nishina
- Les Enquêtes de Kindaichi - Chie Hirashima, Keiko Horiguchi et Yū Tokihara

## Liens
- (en) Yukiko Iwai sur Anime News Network